# Micropsyrassa minima
Micropsyrassa minima là một loài bọ cánh cứng trong họ Cerambycidae.